# Шешупе
Шешупе (Шешупа, Шяшупе, лит. Šešupė) — річка в Польщі, Литві і Калінінградській області РФ, ліва притока Німана (Нямунаса). Ділянка Шешупе є кордоном між Калінінградською областю й Литвою.

## Гідрографія

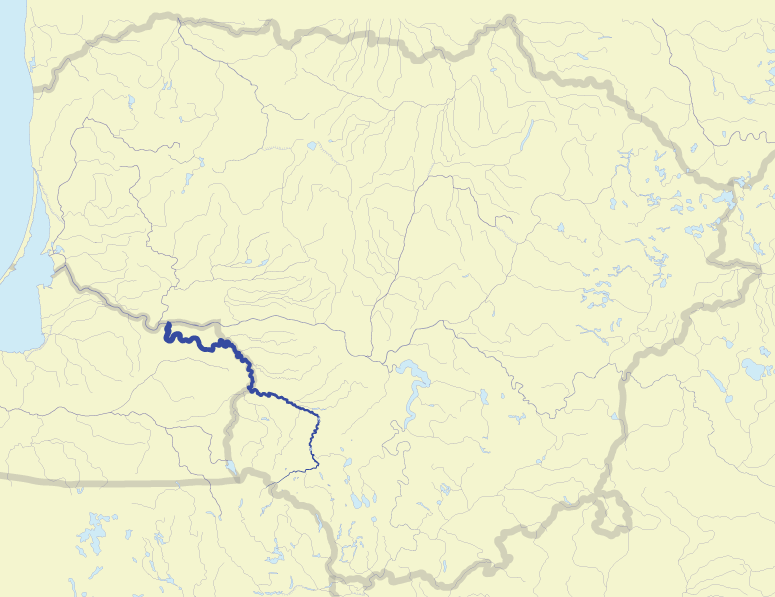
Схема розташування річки.

Довжина річки — 298 км (27 км на території Польщі, 158 км — Литви, 62 км — Росії, крім того 51 км річки є границею між Литвою й Росією), площа басейну 6.100 км². Бере початок на Балтійській гряді. Харчування змішане, з перевагою дощового. Середня витрата води за 43 км від устя 33,2 м/сек. Замерзає в середині листопада — січні, розкривається наприкінці лютого — початку квітня. На Шешупі розташовані міста Калварія, Маріямполе, Кудіркос-Науместіс, Краснознаменськ Калінінградської області.

## Назва
У довідниках і мемуарах XIX і XX століття уживається написання Шешупа, з кінця XX століття — Шяшупе (згідно з § 47 «Інструкції із транскрипції прізвищ, імен і географічних назв із російської мови на литовську мову й з литовської мови на російську мову», апробованою Комісією з литовської мови при Академії наук Литовської РСР (1990), литовська e після приголосних транскрибується російською я).
На карті Калінінградської області (Калінінградська область. Загальгеографічна карта. 1:200 000. Федеральна служба геодезії й картографії, Москва 1995) річка підписана як Шешупе.